# Road House (1989)
Road House (prt: Profissão Duro; bra: Matador de Aluguel) é um filme estadunidense, do gênero ação, dirigido por Rowdy Herrington e estrelado por Patrick Swayze como segurança de um bar recém-reformado na estrada que protege uma pequena cidade de um empresário corrupto.